# Сванська сіль

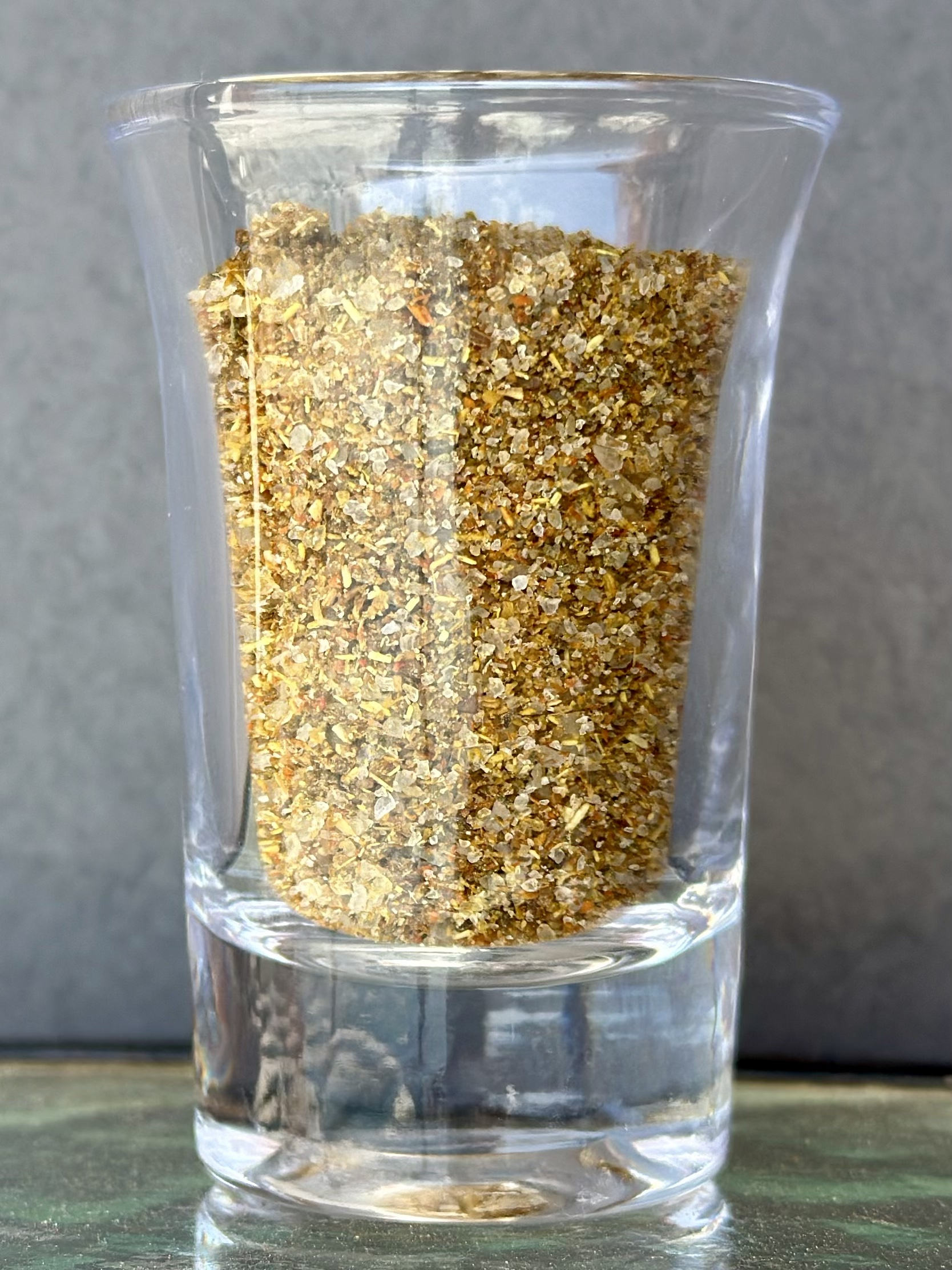
Сванська сіль

Сванська сіль (груз. სვანური მარილი — Svanuri marili) або суміш зі Сванетії — суха суміш спецій, яку традиційно використовують у грузинській кухні. Суміш є універсальною приправою і її використовують для приготування супів, соусів, м'ясних та рибних страв, овочевих салатів, маринадів, а також при засолюванні.

## Склад
Сванську сіль отримують шляхом змішування кухонної солі з подрібненими прянощами в певних пропорціях. Склад сумішей може варіюватися. 
 Основний набір спецій:
- кухонна сіль
- гуньба блакитна (уцхо-сунелі)
- часник
- насіння кропу
- Насіння коріандру (кінза)
- Пекучий червоний перець
- Дикий або гірський кмин
- імеретинський шафран (запран, зафрана, квітелі квавілі, чорнобривці)